# Phoenicocoris longirostris
Phoenicocoris longirostris är en insektsart som först beskrevs av Knight 1968.  Phoenicocoris longirostris ingår i släktet Phoenicocoris och familjen ängsskinnbaggar. Inga underarter finns listade i Catalogue of Life.